# 库亚加塔生态园
库亚加塔生态园（英語：Kuakata Ecopark，港澳台译库雅加塔生态园），是孟加拉国巴里萨尔专区博杜阿卡利县卡拉帕拉乌帕齐拉的一个生态园。生态园於2005年劃定，佔地5661公頃。